# IC 4840
IC 4840 је спирална галаксија у сазвјежђу Телескоп која се налази на листи објеката дубоког неба у Индекс каталогу.
Деклинација објекта је - 56° 12' 31" а ректасцензија 19h 15m 51,8s. Привидна величина (магнитуда) објекта IC 4840 износи 13,4 а фотографска магнитуда 14,3. IC 4840 је још познат и под ознакама ESO 184-49, IRAS 19116-5617, PGC 62983.